# Sân bay quốc tế Denver
Sân bay quốc tế Denver (tiếng Anh: Denver International Airport) (IATA: DEN, ICAO: KDEN), thường được gọi là DIA, là sân bay rộng nhất nước Mỹ và đứng thứ hai trên thế giới sau sân bay quốc tế King Fahd, tọa lạc tây bắc Denver, Colorado. Năm 2005 sân bay này phục vụ 43.387.513 khách, xếp thứ 11 thế giới. Diện tích 53 dặm vuông (137,26 km2). Năm 2005, DIA được độc giả của Business Traveler Magazine bầu chọn là sân bay tốt nhất Bắc Mỹ.
Năm 2008, Sân bay quốc tế Denver được xếp là sân bay thương mại lớn thứ 9 trên thế giới về lượng hành khách với lượng khách là 51,245,334 khách. Nó cũng là sân bay xếp thứ 5 trên thế giới về số lượng máy bay cất/hạ cánh (625,884 lượt).
Sân bay này cách trung tâm Denver xa hơn Sân bay quốc tế Stapleton - sân bay mà nó thay thế.

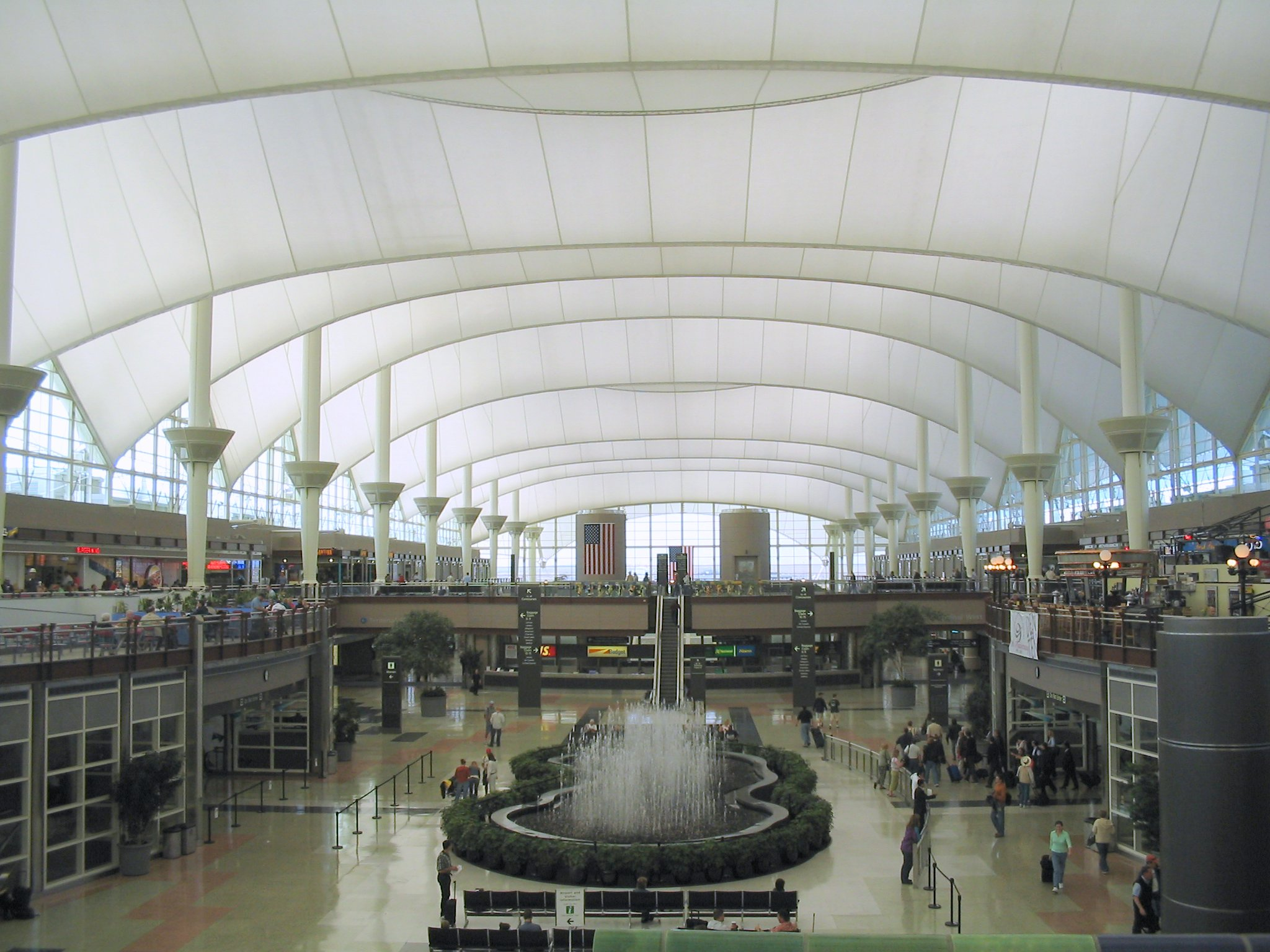
Denver International Airport's Signature roofline as seen from the interior.

## Các nhà ga. hãng hàng không và điếm đến

### Concourse A
Cổng A24 - A53, A56 - A64
- British Airways (London-Heathrow)
- Champion Air (Las Vegas)
- Continental Airlines (Cleveland, Houston-Intercontinental, Newark)
- Frontier Airlines (Acapulco [seasonal], Akron/Canton, Albuquerque, Anchorage [seasonal], Atlanta, Austin, Baltimore/Washington [ends ngày 7 tháng 1 năm 2007], Boise, Cancún, Cozumel, Chicago-Midway, Dallas/Fort Worth, Dayton, Detroit, El Paso, Fort Lauderdale, Fort Myers [seasonal], Guadalajara [begins ngày 22 tháng 12 năm 2006], Hartford [begins ngày 2 tháng 3 năm 2007], Houston-Intercontinental, Indianapolis, Ixtapa/Zihuatanejo [seasonal], Kansas City, Las Vegas, Los Angeles, Mazatlan, Milwaukee, Minneapolis/St. Paul, Nashville, New York-LaGuardia, Oklahoma City, Omaha, Orlando, Philadelphia, Phoenix, Portland (OR), Puerto Vallarta, Reno/Tahoe, Sacramento, Salt Lake City, San Antonio, San Diego, San Francisco, San Jose (CA), San Jose del Cabo, Santa Ana/Orange County, St. Louis, Seattle/Tacoma, Tampa, Tucson, Vancouver [begins ngày 5 tháng 5 năm 2007], Washington-Reagan)
  - Frontier JetExpress vận hành bởi Horizon Air (Albuquerque, Billings, Boise, Calgary, Dayton, El Paso, Fresno, Little Rock, Oklahoma City, Omaha, San Jose (CA), Spokane, Tulsa) (ngưng hoạt động tháng 5 tháng 6 năm 2007)
  - FrontierExpress vận hành bởi Lynx Aviation (từ tháng 5-6, 2007)
- Great Lakes Airlines (Aberdeen, Alamosa, Alliance, Amarillo, Chadron, Cheyenne, Cortez, Dickinson, Dodge City, Farmington, Garden City, Gillette, Grand Junction, Hays, Huron, Kearney, Laramie, Liberal, McCook, North Platte, Page, Pierre, Pueblo, Riverton, Rock Springs, Santa Fe, Scottsbluff, Telluride)
- JetBlue Airways (Boston, New York-JFK)
- Lufthansa (Frankfurt, Munich [từ tháng ngày 31 tháng 3 năm 2007])
- Mexicana (Mexico City, Zacatecas [seasonal])
- Norwegian Air Shuttle (London, Paris CDG)
- United Airlines (các chuyến đến quốc tế) (xem Concourse B)
  - United Airlines hiện tại đang sử dụng 5 cổng của Concourse A cho tới khi hoàn tất việc sửa chữa Concourse B. United dự kiến sẽ trả các cổng này (trước kia được Ted) sử dụng) cho Frontier Airlines vào tháng 3 năm 2007.

### Concourse B
Cổng B15 - B39, B41 - B61

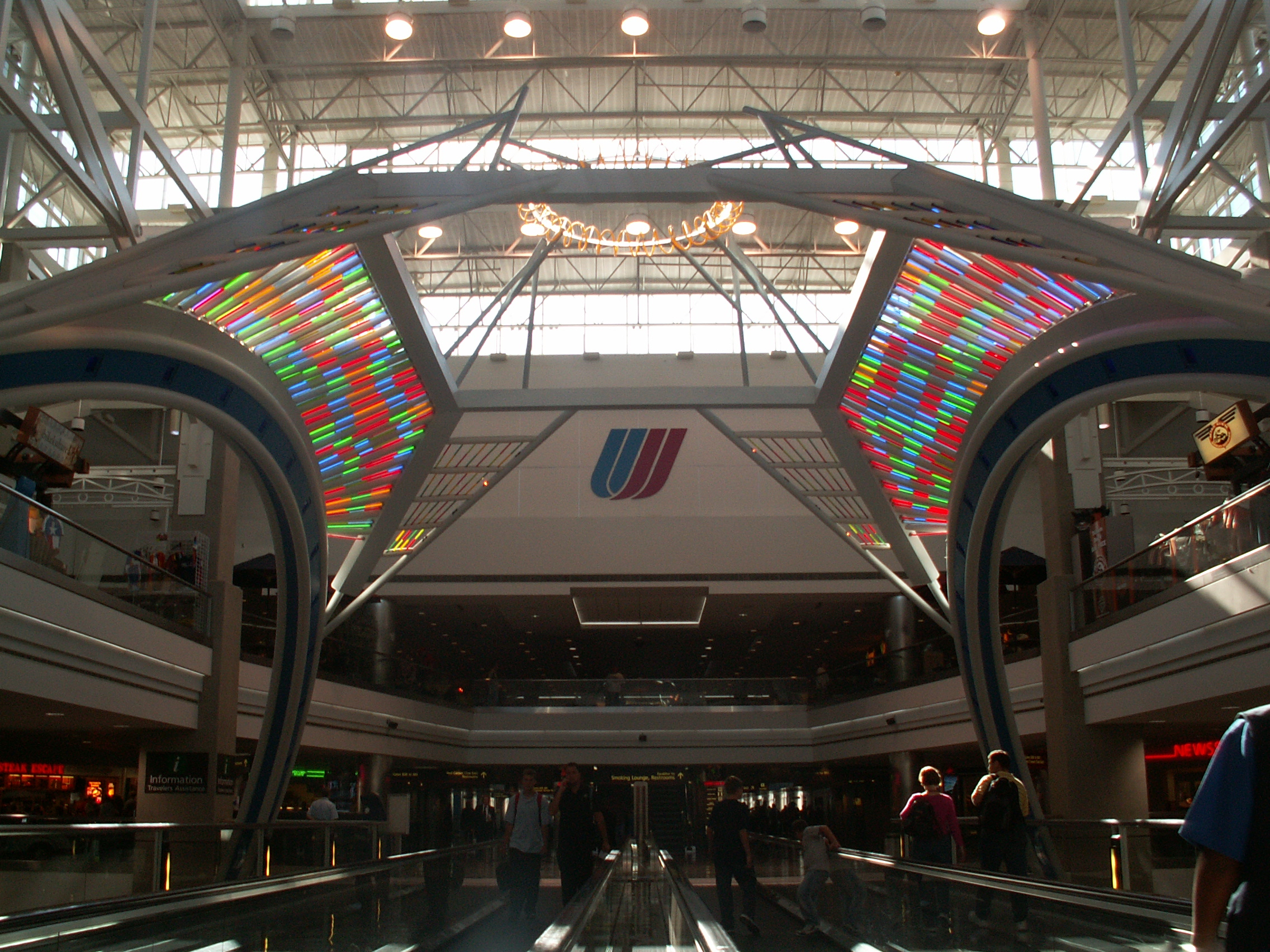
Lối vào Concourse B.

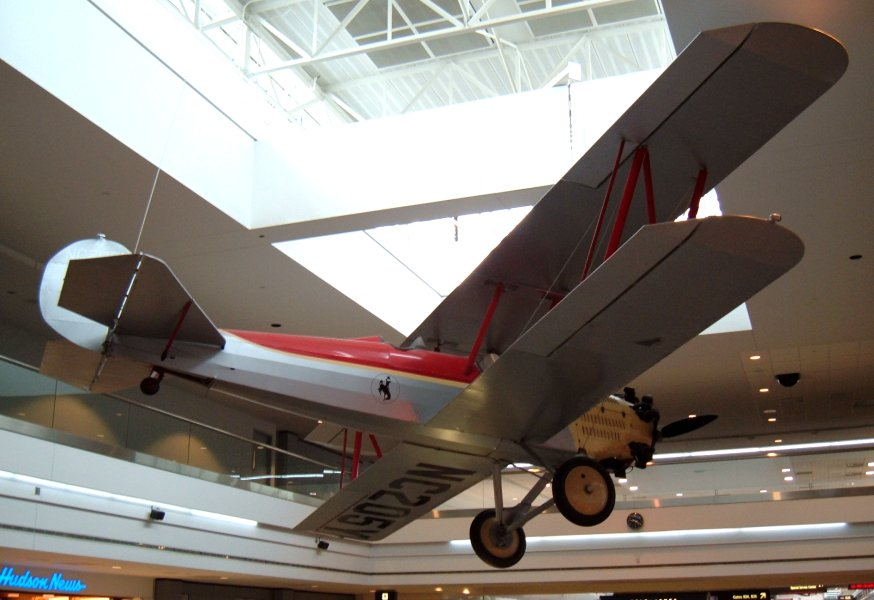
An Alexander Eaglerock biplane at the concourse's west end.

- Air Canada (Montréal, Toronto-Pearson)
- United Airlines (Albuquerque, Anchorage, Aspen, Atlanta, Austin, Baltimore/Washington, Billings, Boise, Boston, Burbank, Calgary, Charlotte, Chicago-O'Hare, Colorado Springs, Columbus, Cozumel, Dallas/Fort Worth, Des Moines, Detroit, Eagle, Hayden/Steamboat Springs, Honolulu, Houston-Intercontinental, Indianapolis, Jackson Hole, Kansas City, Los Angeles, Mexico City [seasonal], Miami, Minneapolis/St. Paul, New York-LaGuardia, Newark, Oakland, Oklahoma City, Omaha, Orange County, Orlando, Philadelphia, Pittsburgh, Portland (OR), Puerto Vallarta, Raleigh/Durham [seasonal], Sacramento, Salt Lake City, San Antonio, San Diego, San Francisco, San Jose (CA), Seattle/Tacoma, Sioux Falls, Spokane, St. Louis, Toronto-Pearson, Tucson, Tulsa, Vancouver, Washington-Dulles, Washington-Reagan, Wichita)
  - Ted vận hành bởi United Airlines (Cancún, Fort Lauderdale, Las Vegas, Miami, New Orleans, Ontario, Orlando, Phoenix, Puerto Vallarta, Reno/Tahoe, San Jose del Cabo, Tampa)
  - United Express
  - United Express vận hành bởi GoJet Airlines (San Antonio, Tulsa)
  - United Express vận hành bởi Mesa Airlines (Aspen, Atlanta, Austin, Cedar Rapids, Charlotte, Colorado Springs, Des Moines, Durango, Eagle, Fargo, Grand Junction, Gunnison, Hayden/Steamboat Springs, Huntsville [begins ngày 14 tháng 2 năm 2007], Jackson Hole, Nashville, Rapid City, Sioux Falls, St. Louis, Tucson)
  - United Express operated by Shuttle America (Dallas/Fort Worth, Toronto-Pearson)
  - United Express vận hành bởi SkyWest (Albuquerque, Austin, Bentonville/Fayetteville, Birmingham (AL), Billings, Bismarck, Boise, Bozeman, Burbank, Calgary, Chicago/Rockford, Cincinnati/Northern Kentucky, Cleveland, Colorado Springs, Columbus, Detroit, Durango, Edmonton, El Paso, Eugene, Fresno, Grand Junction, Grand Rapids, Houston-Intercontinental, Huntsville [begins ngày 14 tháng 2 năm 2007], Idaho Falls, Indianapolis, Knoxville, Lincoln, Madison, Medford, Memphis, Minneapolis/St. Paul, Missoula, Moline, Monterey/Carmel, Montrose, Oklahoma City, Palm Springs, Pasco, Rapid City, Redmond/Bend, Salt Lake City, San Antonio, Santa Barbara, Springfield, St. Louis, Tucson, Tulsa, Wichita, Winnipeg)

### Concourse C
Cổng C28 - C50
- AirTran Airways (Atlanta)
- Alaska Airlines (Anchorage [seasonal], Portland (OR), Seattle/Tacoma)
  - Horizon Air (Non-Frontier JetExpress flights) (Portland (OR))
- American Airlines (Chicago-O'Hare, Dallas/Fort Worth, Los Angeles, Miami)
  - AmericanConnection vận hành bởi Trans States Airlines (St. Louis)
- Big Sky Airlines (Billings, Sheridan)
- Delta Air Lines (Atlanta, Cincinnati/Northern Kentucky, Salt Lake City)
  - Delta Connection vận hành bởi Comair (Cincinnati/Northern Kentucky)
  - Delta Connection vận hành bởi SkyWest (Salt Lake City)
- Midwest Airlines (Milwaukee)
- Northwest Airlines (Detroit, Minneapolis/St. Paul)
  - Northwest Airlink vận hành bởi Pinnacle Airlines (Memphis)
- Southwest Airlines (Baltimore/Washington, Chicago-Midway, Houston-Hobby, Kansas City, Las Vegas, Nashville, Orlando, Phoenix, Salt Lake City, San Diego)
- Sun Country Airlines (Minneapolis/St. Paul)
- US Airways (Charlotte, Philadelphia, Phoenix, Pittsburgh)
  - US Airways vận hành bởi America West Airlines (Las Vegas, Phoenix)
  - US Airways Express vận hành bởi Mesa Airlines (Phoenix)

## Vận tải công cộng
Regional Transportation District (RTD) vận hành các chuyến xe buýt nhanh có tên gọi là "SkyRide", giữa DIA và các nơi khác nhau của Denver-Aurora và Boulder. Vào năm 2015, RTD sẽ xây dựng một tuyến tàu điện (commuter rail) từ nhà ga trung tâm Denver qua Aurora đến DIA, là một phần mở rộng trong kế hoạch FasTracks. Dịch vụ xe bus phục vụ tại các điểm như Fort Collins, Colorado và dịch vụ đến Nebraska, Wyoming, và các khu vực ở Colorado.